# Bnin, Kórnik

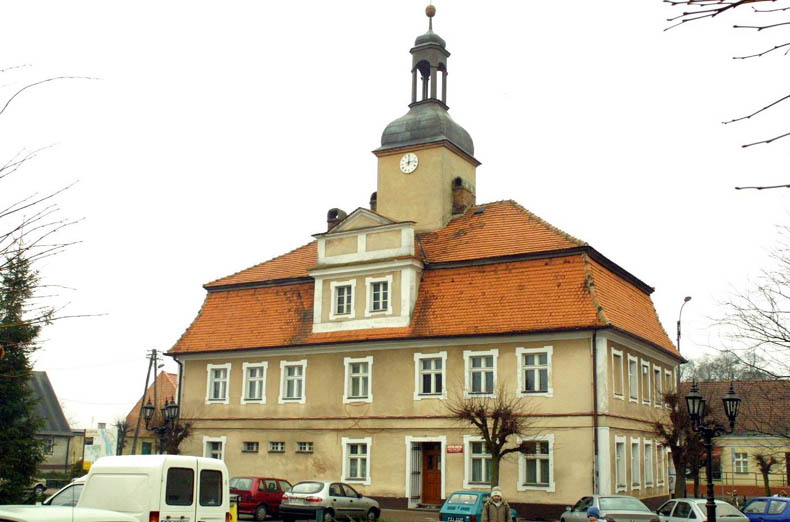
Tòa thị chính của Bnin

Bnin [bnin] (tiếng Đức: Seebrück) là một phần của thị trấn Kórnik, phía đông nam thành phố Poznań, ở Greater Poland Voivodeship, ở phía tây Ba Lan, giữa Hồ Kórnickie và Hồ Bnińskie. Từ 1395-1934, Bnin là một thị trấn theo đúng nghĩa của nó. Nó trở thành một phần của Kórnik vào năm 1961.
Gần hồ Bnińskie, có tàn dư của một khu định cư cổ kính. Có lẽ các hoàng tử của Greater Poland (Wielkopolska) đã sở hữu nó. Sau này, thị trấn là quê hương của gia đình Bninski (huy hiệu: odzia). Vào thế kỷ 15, Andrzej Bniński, Giám mục Poznan năm 1438-1479, là người thừa kế của thị trấn. Ông dựng lên ở đó một nhà thờ bằng đá. Năm 1775, Lady Teofila Potulicka từ gia đình Dzialynski (người thừa kế thời đó) đã xây dựng lại hoàn toàn nhà thờ. Vào cuối thế kỷ 19, thị trấn bao gồm 126 ngôi nhà, với khoảng 1300 cư dân: 263 người theo Tin Lành và 1040 người rheo Công giáo. Đó là thị trấn duy nhất trong Đại lãnh địa Poznań không có dân Do Thái. Hầu hết cư dân làm nông nghiệp. Có một trường tiểu học, một bưu điện, và bốn chợ. Bnin sau đó thuộc về gia đình Działyński.

## Cư dân đáng chú ý
Trong khu định cư riêng biệt trước đây của Prowent, nằm giữa Bnin và Kórnik, nhà thơ từng đoạt giải Nobel, Wisława Szymbourska sinh năm 1923 là cư dân ở đây. Cô là con gái thứ hai của Wincenty và Anna (nhũ danh Rottermund) Szymbourski .